# Vago svanendo
Vago svanendo è il primo album in studio del cantautore italiano John De Leo, pubblicato il 9 novembre 2007 dalla Carosello Records.

## Descrizione
Si tratta della prima pubblicazione da solista del cantante in seguito al suo abbandono dai Quintorigo avvenuto nel 2004.
L'album, anticipato il 5 ottobre dal singolo Bambino marrone, la cui musica è stata realizzata interamente con strumenti giocattolo, si compone di dieci brani inediti e di una reinterpretazione di Big Stuff del compositore statunitense Leonard Bernstein.
Il 18 marzo 2016 l'album è stato pubblicato per la prima volta anche in formato vinile, la cui lista tracce presente anche versioni alternative e bonus track.

## Tracce

### CD
1. Intro: 4 Piano Notes – 0:44 (musica: John De Leo, Franco Naddei)
2. Freak Ship – 2:52 (testo: John De Leo, Massimiliano Morini – musica: John De Leo, Franco Naddei)
3. Vago svanendo (lasum sté) – 5:44 (testo: John De Leo – musica: John De Leo, Christian Ravaglioli)
4. L'uomo che continua – 3:52 (testo: John De Leo – musica: John De Leo, Fabrizio Tarroni)
5. Canzo – 1:24 (musica: John De Leo, Gianluca Petrella)
6. Tilt (c'è Mattia?) – 3:33 (testo: John De Leo, Michele Montanari – musica: John De Leo, Fabrizio Tarroni)
7. Spiega la vela – 6:23 (testo: John De Leo – musica: John De Leo, Christian Ravaglioli)
8. Big Stuff – 4:04 (Leonard Bernstein) – originariamente interpretata da Leonard Bernstein
9. Bambino marrone – 4:56 (testo: John De Leo, Michele Montanari – musica: John De Leo, Fabrizio Tarroni)
10. Le chien et le flacon – 4:55 (musica: John De Leo, Franco Ranieri, Guido Facchini)
11. Sinner + Vago svanendo (Reprise) – 33:40 (Massimiliano Morini, John De Leo)

DVD bonus nell'edizione speciale
1. Il concetto di Thelone (il suono della parola muta) (testo: Alessandro Bergonzoni – musica: John De Leo, Christian Ravaglioli)
2. Narrangonien (musica: John De Leo)
3. Fotografie

### LP
Lato A
1. Intro: 4 Piano Notes (Extended Version) – 2:43 (musica: John De Leo, Franco Naddei)
2. Vago svanendo (lasum sté) – 5:46 (testo: John De Leo – musica: John De Leo, Christian Ravaglioli)
3. L'uomo che continua – 3:58 (testo: John De Leo – musica: John De Leo, Fabrizio Tarroni)
4. Canzo – 1:26 (musica: John De Leo, Gianluca Petrella)
5. Tilt (c'è Mattia?) – 3:28 (testo: John De Leo, Michele Montanari – musica: John De Leo, Fabrizio Tarroni)
6. Per(DITA D'A)nimo (Bonus Track) – 2:41 (musica: John De Leo, Franco Naddei)

Lato B
1. Il concetto di Thelone (il suono della parola muta) (Bonus Track) – 2:54 (testo: Alessandro Bergonzoni – musica: Alessandro Bergonzoni, John De Leo, Christian Ravaglioli)
2. Spiega la vela – 6:28 (testo: John De Leo – musica: John De Leo, Christian Ravaglioli)
3. Bambino marrone (Alternate Version) – 3:49 (testo: John De Leo, Michele Montanari – musica: John De Leo, Fabrizio Tarroni)
4. Le chien et le flacon – 5:00 (musica: John De Leo, Franco Ranieri, Guido Facchini)
5. Sinner – 2:36 (Massimiliano Morini, John De Leo)

## Formazione
Crediti tratti dall'edizione CD.
Musicisti
- John De Leo – arrangiamento (eccetto traccia 8), voce (eccetto traccia 1), vocal drum (tracce 2 e 3), effetti sonori (traccia 2), cembalo vocale (traccia 4), cori (tracce 4, 9 e 11), strumentazione giocattolo (traccia 9)
- Franco Naddei – manipolazione del suono (tracce 1, 3, 4, 6), manipolazione di voce (traccia 2), cori (traccia 4), campionatore (traccia 6)
- Loris Ceroni – arrangiamento (tracce 1, 2, 5 e 9), chitarra giocattolo con octaver (traccia 9)
- Christian Ravaglioli – pianoforte a quattro mani (traccia 3), oboe (traccia 4), oboe con whammy (traccia 6), corno inglese (tracce 7, 10), fisarmonica, celesta e arrangiamento (traccia 7)
- Guido Facchini – pianoforte a quattro mani (traccia 3), direzione orchestra (tracce 3, 7, 8 e 10), arrangiamento (tracce 3, 4, 6, 8 e 10), pianoforte a muro giocattolo e sassofono giocattolo (traccia 9)
- Orchestra Fondazione Arturo Toscanini di Parma – strumenti ad arco (tracce 3, 7, 8 e 10)
- Decio Rossi, Vainer Rossi – frusta (traccia 3)
- Fabrizio Tarroni – chitarra (tracce 4, 6 e 10), chitarra elettrica giocattolo e chitarra acustica giocattolo (traccia 9)
- Achille Succi – clarinetto basso (traccia 4, 6, 7, 10 e 11), percussioni di clarinetto (traccia 6), clarinetto e sassofono contralto (traccia 11)
- Marco Tamburini – tromba (tracce 4, 6, 7, 10 e 11), flicorno soprano (traccia 4), tromba con harmonizer (traccia 8)
- Gianluca Petrella – trombone (tracce 4-7, 10), trombone con distorsore (traccia 11)
- Mattia Pasquale – cori (traccia 6)
- Federico Montefiori – sassofono baritono (traccia 6)
- Franco Ranieri – chitarra (traccia 7)
- Crescendo in Musica – coro (traccia 9)
- Cosetta Camanzi – direzione del coro (traccia 9)
- Ricky Rinaldi – programmazione (traccia 9)
- Aidoru (traccia 11)
  - Dario Giovannini – chitarra elettrica, cori
  - Michele Bertoli – chitarra elettrica, manipolazione del suono
  - Mirko Abbondanza – basso elettrico
  - Diego Sapignoli – batteria

Produzione
- John De Leo – produzione artistica
- Losris Ceroni – produzione artistica, ingegneria del suono
- Adele Di Palma – produzione esecutiva
- Dino Costa – produzione esecutiva
- Monia Mosconi – coordinamento della produzione esecutiva
- Thomas Salvador – assistenza tecnica allo Studio Le Dune
- Gianni Grassilli – ingegneria del suono al Centro Riproduzione Musicale Fondazione Arturo Toscanini
- Marco Melchior – assistenza tecnica al Centro Riproduzione Musicale Fondazione Arturo Toscanini
- Mike Marsh – mastering